# L'Orbrie
L'Orbrie est une commune française située dans le département de la Vendée, en région Pays de la Loire.

## Géographie
Le territoire municipal de L'Orbrie s'étend sur 966 hectares. L'altitude moyenne de la commune est de 62 mètres, avec des niveaux fluctuant entre 5 et 104 mètres,.
L'Orbrie se situe dans la plaine du Sud-Vendée entre Fontenay-le-Comte, Pissotte, Mervent et Saint-Michel-le-Cloucq. Elle est bordée par la Vendée qui est un affluent de la Sèvre niortaise. Une partie de son territoire est recouvert par la forêt de Mervent-Vouvant.
|          | Mervent           |                        |
| Pissotte | L'Orbrie          | Saint-Michel-le-Cloucq |
|          | Fontenay-le-Comte |                        |

### Climat
Pour des articles plus généraux, voir Climat des Pays de la Loire et Climat de la Vendée.
En 2010, le climat de la commune est de type climat océanique franc, selon une étude du CNRS s'appuyant sur une série de données couvrant la période 1971-2000. En 2020, Météo-France publie une typologie des climats de la France métropolitaine dans laquelle la commune est exposée à un climat océanique et est dans la région climatique  Poitou-Charentes, caractérisée par un bon ensoleillement, particulièrement en été et des vents modérés. 
Pour la période 1971-2000, la température annuelle moyenne est de 12 °C, avec une amplitude thermique annuelle de 14,4 °C. Le cumul annuel moyen de précipitations est de 854 mm, avec 13 jours de précipitations en janvier et 7 jours en juillet. Pour la période 1991-2020, la température moyenne annuelle observée sur la station météorologique de Météo-France la plus proche, sur la commune de Scillé à 21 km à vol d'oiseau, est de 12,1 °C et le cumul annuel moyen de précipitations est de 954,6 mm,. Pour l'avenir, les paramètres climatiques de la commune estimés pour 2050 selon différents scénarios d'émission de gaz à effet de serre sont consultables sur un site dédié publié par Météo-France en novembre 2022.

## Urbanisme

### Typologie
Au 1er janvier 2024, L'Orbrie est catégorisée commune rurale à habitat dispersé, selon la nouvelle grille communale de densité à sept niveaux définie par l'Insee en 2022.
Elle appartient à l'unité urbaine de Fontenay-le-Comte, une agglomération intra-départementale regroupant quatre  communes, dont elle est une commune de la banlieue,,. Par ailleurs la commune fait partie de l'aire d'attraction de Fontenay-le-Comte, dont elle est une commune de la couronne,. Cette aire, qui regroupe 30 communes, est catégorisée dans les aires de moins de 50 000 habitants,.

### Occupation des sols
L'occupation des sols de la commune, telle qu'elle ressort de la base de données européenne d’occupation biophysique des sols Corine Land Cover (CLC), est marquée par l'importance des forêts et milieux semi-naturels (57,1 % en 2018), une proportion sensiblement équivalente à celle de 1990 (57,9 %). La répartition détaillée en 2018 est la suivante : 
forêts (57,1 %), prairies (24,8 %), zones urbanisées (8 %), zones agricoles hétérogènes (4,8 %), eaux continentales (2,9 %), terres arables (2,3 %). L'évolution de l’occupation des sols de la commune et de ses infrastructures peut être observée sur les différentes représentations cartographiques du territoire : la carte de Cassini (XVIIIe siècle), la carte d'état-major (1820-1866) et les cartes ou photos aériennes de l'IGN pour la période actuelle (1950 à aujourd'hui).

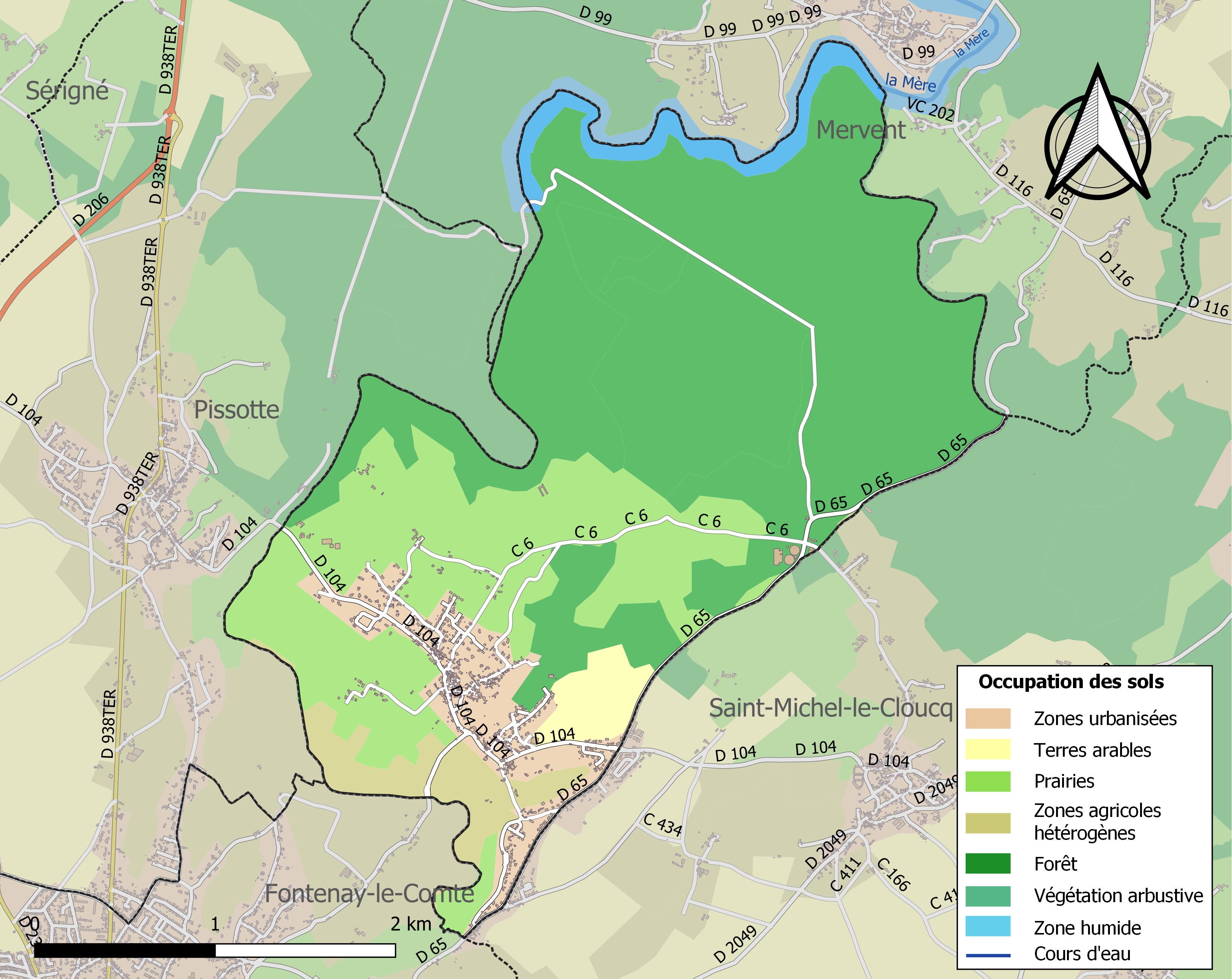
Carte des infrastructures et de l'occupation des sols de la commune en 2018 (CLC).

## Héraldique
| Blason | Blasonnement : Parti : au premier, d'or aux trois chabots de gueules ; au second, mi-parti gironné de gueules et d'argent de huit pièces, les girons d'argent chargés de trois fasces aussi de gueules ; au peuplier d'argent mouvant de la pointe brochant sur le parti. Commentaires : Le premier parti d'or aux trois chabots de gueules représente les armes de la famille Chabot. |

## Politique et administration

### Liste des maires
| Période                                  | Période  | Identité         | Étiquette | Qualité                           |
| ---------------------------------------- | -------- | ---------------- | --------- | --------------------------------- |
| avant 1981                               | ?        | Louis Masse      |           |                                   |
| 1989                                     | 2001     | Germain Theil    | SE        |                                   |
| 2001                                     | 2008     | Danielle Gillier | SE        | retraitée de la fonction publique |
| 2008                                     | En cours | Noëlla Lucas     | SE        | retraitée de collectivité locale  |
| Les données manquantes sont à compléter. |          |                  |           |                                   |

## Population et société

### Démographie

#### Évolution démographique
L'évolution du nombre d'habitants est connue à travers les recensements de la population effectués dans la commune depuis 1793. Pour les communes de moins de 10 000 habitants, une enquête de recensement portant sur toute la population est réalisée tous les cinq ans, les populations de référence des années intermédiaires étant quant à elles estimées par interpolation ou extrapolation. Pour la commune, le premier recensement exhaustif entrant dans le cadre du nouveau dispositif a été réalisé en 2007.

En 2022, la commune comptait 801 habitants, en évolution de +0,13 % par rapport à 2016 (Vendée : +5,33 %, France hors Mayotte : +2,11 %).
| 1793 | 1800 | 1806 | 1821 | 1831 | 1836 | 1841 | 1846 | 1851 |
| ---- | ---- | ---- | ---- | ---- | ---- | ---- | ---- | ---- |
| 496  | 484  | 494  | 560  | 556  | 622  | 652  | 657  | 653  |

| 1856 | 1861 | 1866 | 1872 | 1876 | 1881 | 1886 | 1891 | 1896 |
| ---- | ---- | ---- | ---- | ---- | ---- | ---- | ---- | ---- |
| 645  | 583  | 554  | 540  | 545  | 603  | 600  | 561  | 505  |

| 1901 | 1906 | 1911 | 1921 | 1926 | 1931 | 1936 | 1946 | 1954 |
| ---- | ---- | ---- | ---- | ---- | ---- | ---- | ---- | ---- |
| 492  | 482  | 475  | 388  | 392  | 400  | 392  | 437  | 424  |

| 1962 | 1968 | 1975 | 1982 | 1990 | 1999 | 2006 | 2007 | 2012 |
| ---- | ---- | ---- | ---- | ---- | ---- | ---- | ---- | ---- |
| 436  | 465  | 557  | 670  | 700  | 774  | 819  | 825  | 809  |

| 2017 | 2022 | - | - | - | - | - | - | - |
| ---- | ---- | - | - | - | - | - | - | - |
| 797  | 801  | - | - | - | - | - | - | - |

#### Pyramide des âges
En 2018, le taux de personnes d'un âge inférieur à 30 ans s'élève à 25,8 %, soit en dessous de la moyenne départementale (31,6 %). De même, le taux de personnes d'âge supérieur à 60 ans est de 30,9 % la même année, alors qu'il est de 31,0 % au niveau départemental.
En 2018, la commune comptait 405 hommes pour 388 femmes, soit un taux de 51,07 % d'hommes, largement supérieur au taux départemental (48,84 %).
Les pyramides des âges de la commune et du département s'établissent comme suit.
| Hommes | Classe d’âge | Femmes |
| ------ | ------------ | ------ |
| 0,3    | 90 ou +      | 0,5    |
| 6,8    | 75-89 ans    | 7,6    |
| 23,0   | 60-74 ans    | 23,6   |
| 26,2   | 45-59 ans    | 28,1   |
| 18,3   | 30-44 ans    | 13,8   |
| 11,7   | 15-29 ans    | 10,1   |
| 13,8   | 0-14 ans     | 16,2   |

| Hommes | Classe d’âge | Femmes |
| ------ | ------------ | ------ |
| 0,8    | 90 ou +      | 2,2    |
| 8,7    | 75-89 ans    | 11,1   |
| 20,3   | 60-74 ans    | 21,3   |
| 20     | 45-59 ans    | 19,4   |
| 17,5   | 30-44 ans    | 16,8   |
| 15     | 15-29 ans    | 13,2   |
| 17,7   | 0-14 ans     | 16,1   |

## Lieux et monuments
- Église Saint-Vincent.
- La plus vieille rue de l'Orbrie est la rue du Beauvoir. L'une des plus vieilles maisons y est encore ; elle date de 1644 (depuis, cette maison a été rénovée).
- Il y a un très grand parc pour une petite commune comme celle-ci.
- Un petit lavoir se situe dans la rue principale, la rue du Lavoir.

## Personnalités liées à la commune
- Clod'aria (1916-2015), écrivain, de son vrai nom Suzanne Humbert-Droz, résidait dans la commune.

## Pour approfondir